# Tanacetum albanicum
Tanacetum albanicum — вид рослин з роду пижмо (Tanacetum) й родини айстрових (Asteraceae).

## Середовище проживання
Ендемік Албанії.